# Ordre de Saint-André
Pour les articles homonymes, voir Ordre de Saint-André (homonymie).
L’ordre impérial de Saint-André Apôtre le premier nommé (en russe : Орден Святого апостола Андрея Первозванного) est un ordre honorifique russe fondé le 30 août 1698 par Pierre le Grand. Premier ordre russe, tant par sa date de création sous le règne de Pierre Ier, que par sa place dans la hiérarchie des ordres russes, il a la particularité d'être réservé aux plus importants personnages de l'État, tant civil que militaire. Décerné un peu plus de 1 000 fois entre 1699 et 1917 en dehors des membres de la famille impériale, il a toujours joui d'un très grand prestige, tant en Russie, qu'à l'étranger. Il est aujourd'hui, à la fois un ordre dynastique de la famille impériale des Romanov en exil et le premier ordre de l'actuelle fédération de Russie.

## Historique

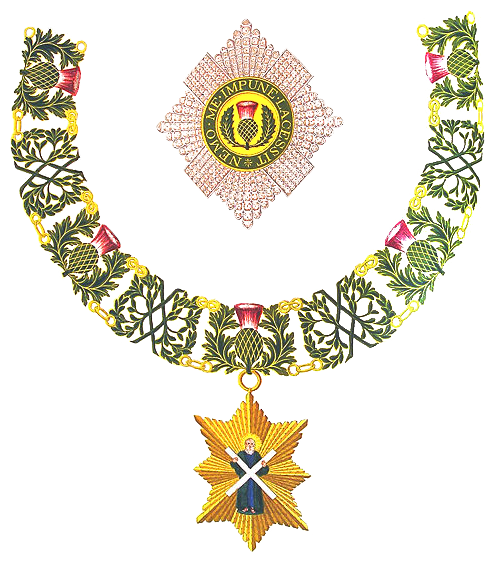
L'ordre du Chardon

Au cours de son séjour en Angleterre, Pierre Ier de Russie reçut plusieurs décorations. En janvier 1698, le tsar reçut l'ordre de la Jarretière des mains de Guillaume III. Au cours de sa visite en Grande-Bretagne, il découvrit l'existence de l'ordre du Chardon, une distinction créée en 1503 par le roi Jacques IV d'Écosse. Cet ordre porta initialement le nom d'ordre de Saint-André d'Écosse et du Chardon, le souverain écossais donna un nouveau statut à cet ordre et le nomma ordre du Chardon. En cette fin du XVIIe siècle, la Russie ne possédait aucune décoration, aucun ordre dynastique. En cette année 1698, Pierre Ier de Russie découvre la manière de doter la Russie d'un ordre de chevalerie. Toujours en Angleterre, il informe son entourage de sa décision, par sa seule volonté, le tsar redonna vie à cet ordre écossais éteint, il prit donc la résolution de prendre comme modèle l'ordre du Chardon. De retour en Russie, Pierre Ier de Russie créé l'ordre du Saint Apôtre André le premier nommé, la date précise de sa création reste inconnue, mais vraisemblablement elle se situerait entre 1698 et 1699. Certains historiens datent la création de l'ordre au 30 novembre 1698 (selon le calendrier julien). Une médaille commémorative en bronze frappée le 30 novembre 1698 attesterait la date de création de l'ordre, sur cette médaille furent gravés la croix de saint André apposée sur l'aigle bicéphale. En outre, le 20 mars 1699, le secrétaire d'ambassade autrichien en Russie, Johann Georg Korb, rédigea dans son Journal ces mots : « Sa Majesté a instauré l'Ordre du Chevalier de l'Ordre de Saint-André Apôtre » Ce Journal fut l'unique preuve de la première remise de cet ordre. Le secrétaire d'ambassade écrit dans son journal : « Sa Majesté a remis au boyard Fiodor Alekseïevitch Golovine le premier insigne de l'Ordre de Saint-André.» Le choix de Saint-André ne fut pas décidé au hasard, car depuis toujours le saint apôtre était vénéré par le peuple russe. Selon les récits du théologien Origène, saint André, frère de Simon Pierre fut le premier évangélisateur de la Russie, il prêcha la Sainte Parole aux Scythes, peuple nomade ayant vécu dans les steppes eurasiennes, une zone s'étendant de l'Ukraine à l'Altaï. L'Apôtre mourut en martyr en Tauride en l'an 60. Selon certains récits, saint André éleva une croix sur les collines de Kiev sur les rives du fleuve Dniepr. Vénéré dans toute la Russie, il devint le saint patron de l'Église russe. Ce fut pour cette simple raison que Pierre Ier de Russie fonda cet ordre.

### Sous le règne de PierreIer

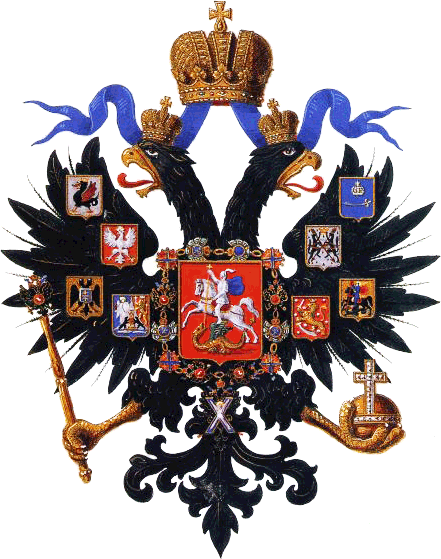
Armoiries de l'Empire russe adoptées en 1856, où l'on peut voir l'ordre de Saint-André

#### Description de l’ordre de Saint-André

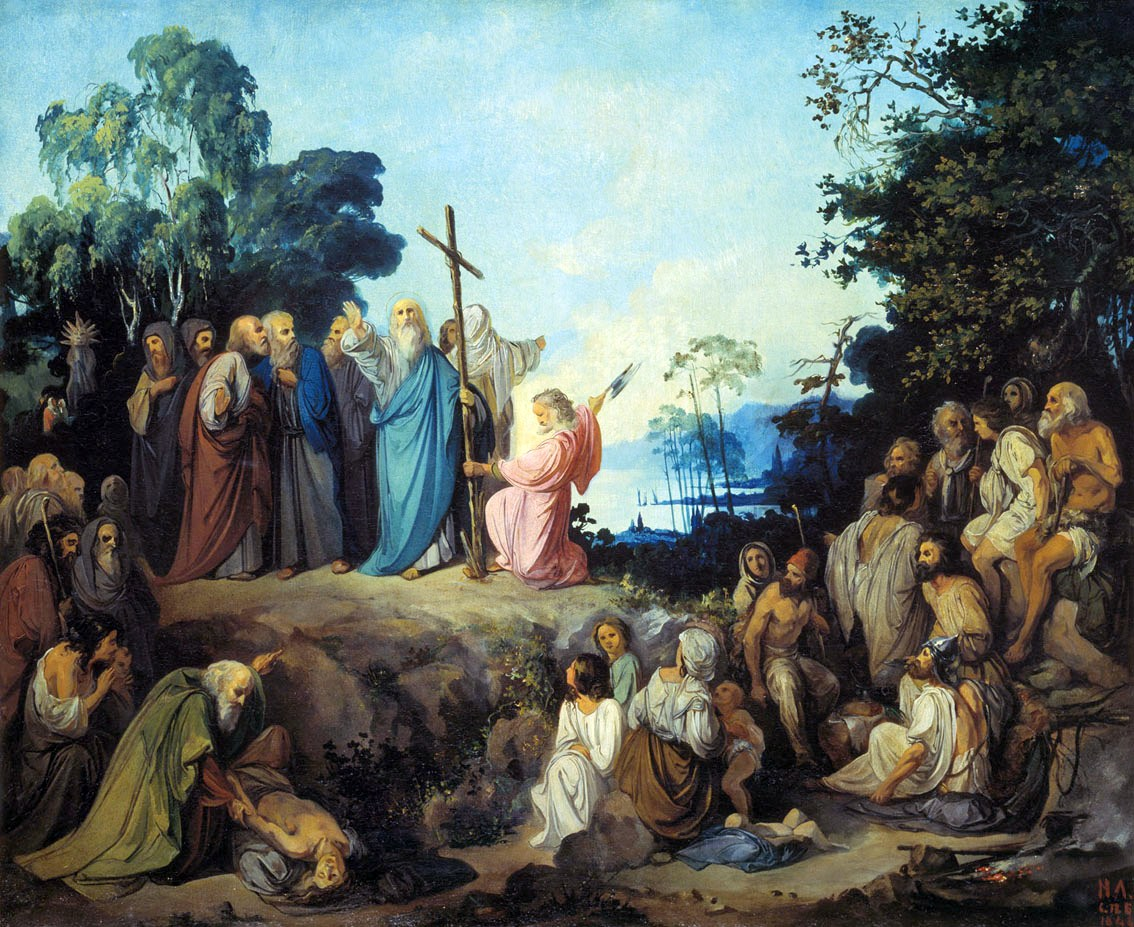
Saint André élève une croix sur les collines de Kiev, une œuvre du peintre Nikolaï Petrovitch Lomtev (1816-1858)

En 1720, Pierre Ier de Russie s'investit énormément dans la rédaction du statut de l'ordre de Saint-André. Cet ordre connaîtra des formes multiples jusqu'au règne de Paul Ier de Russie. Mais dès sa création, l'ordre de Saint-André se composera d'un ruban de couleur bleu ciel, d'un collier ou d'une plaque auxquels est suspendue une croix.
- La croix de saint André : celle-ci est recouverte d'un émail bleu, sur chacune des extrémités de la croix en forme d'X, sont inscrites les lettres latines S.A.P.R. (initiales de « Sanctus Andreas Patronus Russiæ »). Sur la croix est représenté le saint apôtre crucifié. Cette dernière est posée sur l'aigle bicéphale surmonté de trois couronnes[3]. Les récipiendaires de l'Ordre portaient cette croix de Saint-André sur un large ruban de soie bleu ciel à reflets chatoyants, ce dernier passé de l'épaule droite à la hanche gauche. Pour les grandes cérémonies officielles (couronnement, mariage d'un prince impérial), sur sa poitrine, le récipiendaire portait une chaîne en or recouverte d'émaux de différentes couleurs[6].
- L'étoile : Sous Pierre Ier de Russie, l'étoile en tissu cousue sur le vêtement du récipiendaire se composait de huit branches, en son centre, un médaillon représentant saint André. Sur le pourtour du médaillon cette inscription : Pour la Foi et la Fidélité (en russe : « За вѣру и вѣрность ». Sur la partie supérieure du pourtour, d'une main, deux anges tiennent la couronne impériale. La plaque se portait sur le côté gauche de l'uniforme pour un militaire ou de l'habit pour un civil[7].

Dès sa création, Pierre Ier de Russie ordonna l'ajout du collier de l'ordre de Saint-André sur les armoiries de la Russie impériale.
L'insigne de l'ordre de Saint-André ne subira aucune modification jusqu'au règne de Paul Ier de Russie (5 avril 1797).

#### Premiers récipiendaires

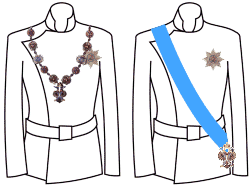
Port de l'ordre de Saint-André, le collier uniquement dans les grandes occasions

Le premier récipiendaire de l'histoire de l'ordre de Saint-André fut le grand-amiral comte Fiodor Alekseïevitch Golovine. Très proche de Pierre Ier de Russie, le tsar l'honora de cette distinction pour la signature du traité de Nertchinsk le 6 septembre 1689, ce traité de paix mit fin au conflit opposant la Russie impériale à la Chine.
Le 8 février 1700, l'Hetman Ivan Mazepa, reçut l'ordre de Saint-André. Le Hetmann des Cosaques bénéficia de la confiance de Pierre Ier, sous la bannière impériale russe, il prit part à de nombreuses campagnes, dont les campagnes d'Azov. Ayant servi loyalement le tsar pendant vingt ans, le souverain russe le nomma conseiller privé, il fut même fait prince d'Ukraine. Mais ses ambitions ne sont pas satisfaites, afin d'acquérir son indépendance, pendant des années il médita sa trahison. En 1708, avec ses troupes cosaques, il se rangea aux côtés de Charles XII de Suède, le 8 juillet 1709, le souverain suédois et Ivan Mazepa furent défaits à la bataille de Poltava. Au soir de la bataille, Pierre Ier de Russie lui confisqua ses honneurs et titres, dont l'ordre de Saint-André. Le troisième récipiendaire de l'ordre de Saint-André fut Marquard Ludwig von Printzen (de), ambassadeur de Brandebourg en Russie impériale. En 1702, le comte Boris Petrovitch Cheremetiev victorieux à la bataille d'Erastfer fut la quatrième personnalité honorée de l'ordre de Saint-André. La cinquième fut le chancelier de Saxe, le comte Beychling.

#### PierreIerde Russie décoré en 1703

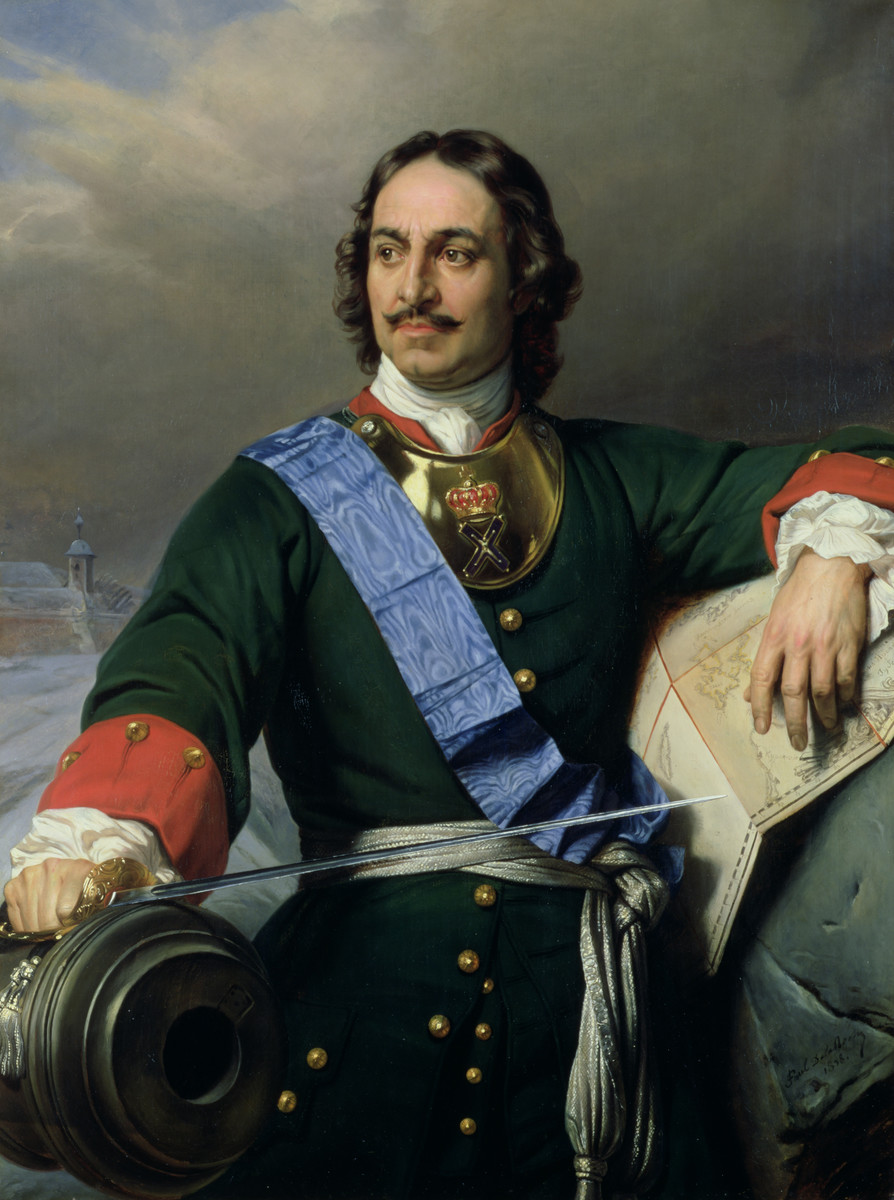
Pierre Ier de Russie arborant l'ordre de Saint-André

Pierre Ier de Russie se décerna l'ordre de Saint-André seulement en 1703. Il fut le sixième ou septième récipiendaire de l'Ordre qu'il fonda en 1698 ou 1699. Il ne se jugea digne de cet honneur qu'après la prise de la forteresse de Nöteborg. Avec son ami, le lieutenant Alexandre Danilovitch Menchikov, le tsar, capitaine des bombardiers commanda les soldats des régiments Préobrajensky et Semionovsky, embarqués sur trente barques, dans la nuit du 1er mai 1703, ils engagèrent un combat si violent qu'ils forcèrent les Suédois à la reddition.
Cet héroïque fait de guerre accompli, Pierre Ier de Russie se jugea digne de recevoir la plus haute distinction de l'Empire, le tsar, le lieutenant Alexandre Danilovitch Menchikov, Gavriil Ivanovitch Golovkine, amis d'enfance de Pierre Ier reçurent l'Ordre de Saint-André des mains du grand-amiral Fiodor Alekseïevitch Golovine, première personnalité de l'Histoire de l'Ordre de Saint-André honorée par cette distinction.

#### Médaille commémorative
Après l'institution de l'ordre de Saint-André, en 1706, Pierre Ier de Russie fit frapper des médailles commémoratives portées pendantes au ruban bleu de Saint-André. Ces dernières furent décernées à l'ensemble des militaires ayant pris part aux grandes victoires de la Russie impériale. Elles furent d'or pour les officiers, d'argent pour les sous-officiers et hommes de troupe. Au début de leur création, ces médailles furent de simples plaques (ou de table), portail.atilf.fr mais rapidement la médaille fut reliée au ruban bleu moiré de l'Ordre de Saint-André. L'Empire russe fut dans ce domaine, le précurseur dans l'institution des médailles commémoratives.
Le 19 octobre 1706, les officiers, sous-officiers et hommes de troupe placés sous le commandement du lieutenant Alexandre Danilovitch Menchikov furent engagés dans la bataille de Kalisz, au terme de cet engagement, ils se virent attribuer la première médaille commémorant cette grande victoire russe remportée sur les troupes suédoises.
Pierre Ier de Russie fit frapper une quarantaine de médailles commémoratives au cours de son règne :
- La bataille de Kalisz, le 19 octobre 1706.
- La Bataille de Lesnaya, le 28 septembre 1708.
- La bataille de Poltava, le 8 juillet 1709.
- La bataille de Gangut, du 27 juillet au 6 août 1714.
- La prise de quatre frégates au royaume de Suède, en 1720.
- Le traité de Nystad, signé le 30 août 1721[12].

#### L'ordre de Saint-André avec diamants
Seuls les monarques et les alliés de la Russie impériale pouvaient recevoir l'Ordre de Saint-André serti de diamants. Mais, une personnalité russe déjà décorée de cet ordre avait la possibilité de présenter sa demande à l'empereur, le tsar ayant accordé cette faveur, le récipiendaire payait de ses propres deniers cet ordre enrichi de diamants. Cette nouvelle attribution ne constituait pas une nouvelle classe dans l'Ordre de Saint-André.

#### Admission et pensions
Afin d'appartenir à cet ordre de chevalerie, dès le début de sa création, les bénéficiaires de l'Ordre de Saint-André s'acquittèrent d'un versement de 500 roubles. Seuls, les étrangers, les récipiendaires de l'ordre enrichi de diamants ne réglèrent aucun droit d'entrée. Les sommes récoltées furent destinées aux orphelinats et autres associations charitables de Moscou et de Saint-Pétersbourg, à un capital affecté aux besoins de l'ordre. Dans le besoin, Une personnalité honorée par cette distinction pouvait obtenir une aide de 800 à 1000 roubles chaque année.
Pierre Ier de Russie attribua 38 fois l'Ordre de Saint-André.

### Sous le règne de CatherineIre
L'impératrice Catherine Ire de Russie attribua avec parcimonie l'Ordre de Saint-André, sous son règne, 18 personnes reçurent cette haute distinction de la Russie impériale, dont six étrangers.

### Sous le règne d'Ivan VI

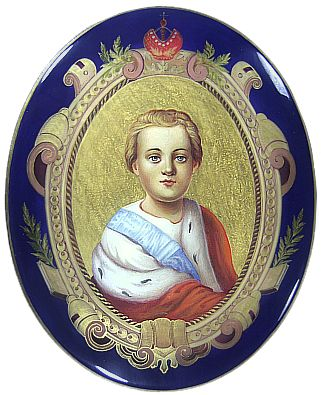
Ivan VI de Russie portant le ruban bleu de l'Ordre de Saint-André

Proclamé empereur le 17 octobre 1740, alors âgé de quelques mois, Ivan VI de Russie reçut l'Ordre de Saint-André. À cette date, la décision fut prise d'attribuer ce titre honorifique à chaque membre masculin de la famille Romanov. À ce jour, il demeura un ordre dynastique de la famille impériale de Russie. Les jeunes garçons de la dynastie des Romanov bénéficièrent d'une décoration adaptée à leur petite taille.

### Sous le règne d'AnneIre

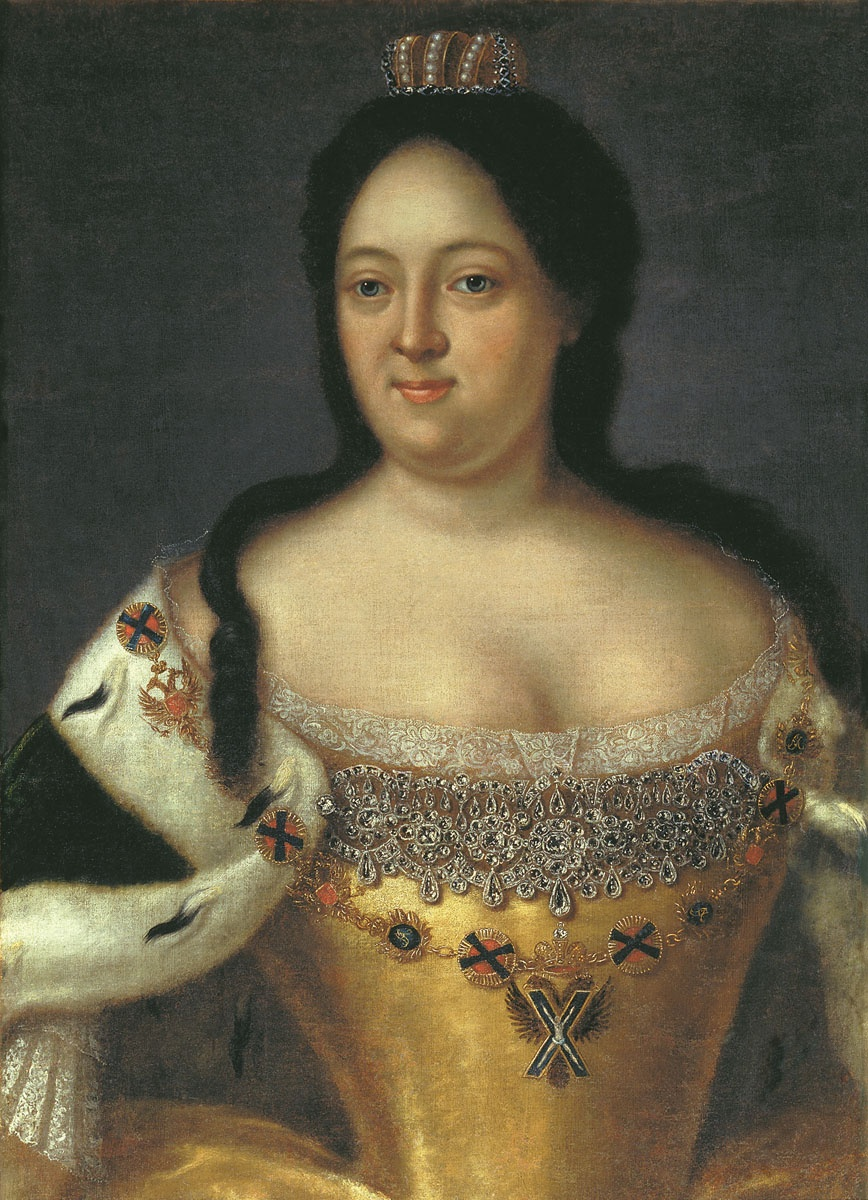
L'impératrice Anne Ire de Russie portant le médaillon de l'Ordre de Saint-André, une œuvre du peintre allemand Johann Heinrich Wedekind (1674-1736)

L'impératrice Anne Ire de Russie apporta quelques modifications au médaillon de l'Ordre de Saint-André. Sous son règne, le nombre d'attribution de l'Ordre de Saint-André s'éleva à 24, la première récipiendaire fut l'impératrice. Les bénéficiaires de cet ordre furent entre autres : Ernst Johann von Biron, son fils, Pierre von Biron, Burckhardt Christoph von Münnich, Carl Gustav Levenvolde, d'autres favoris d'origine allemande furent également décorés par l'impératrice.

### Sous le règne d'ÉlisabethIre
Le 14 février 1742, Élisabeth Ire de Russie créa une nouvelle médaille de l'Ordre de Saint-André. Cette dernière se présenta sous l'aspect suivant : cerclée d'or, en son cœur sur un médaillon en émail couleur azur, l'inscription du monogramme de Pierre Ier de Russie en lettres d'or : P (en cyrillique : П). Le médaillon était coiffé d'une couronne d'or ornée d'émaux rouges, noirs et blancs. Sur le pourtour furent représentées les trophées d'or symbolisant les victoires du défunt tsar. Au cours de son règne, Élisabeth Ire de Russie décerna 83 insignes de l'Ordre de Saint-André.

### Sous le règne de Pierre III
Au cours de ses 6 mois de règne, Pierre III de Russie décerna 15 décorations de l'Ordre de Saint-André, l'un des bénéficiaires de cet ordre fut : le colonel (futur maréchal) Piotr Alexandrovitch Roumiantsev.

### Sous le règne de Catherine II

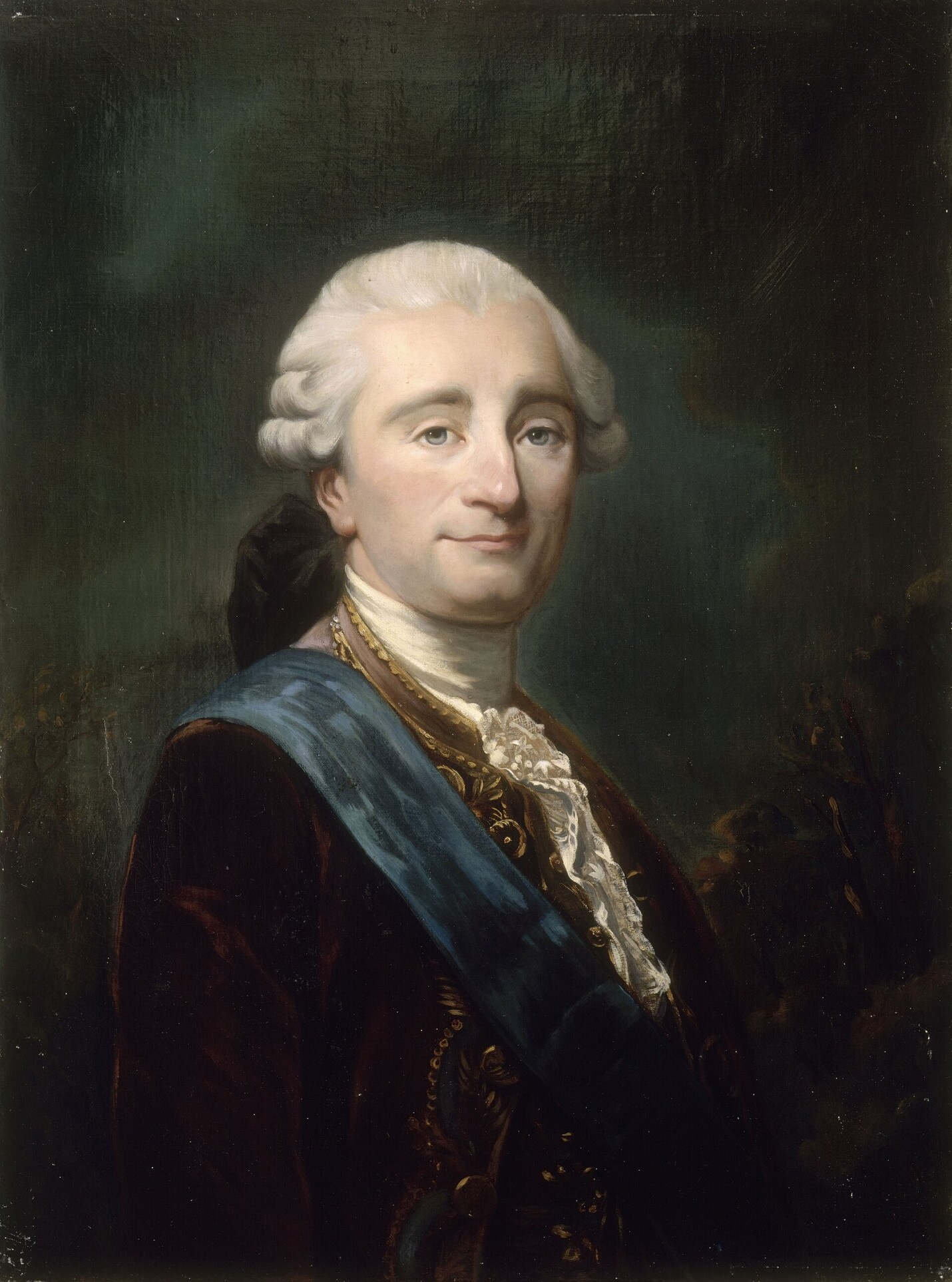
François-Emmanuel Guignard, comte de Saint Priest, ambassadeur des rois Louis XV et Louis XVI, dernier ministre de la Maison du Roi Louis XVI et premier ministre de l'Intérieur, lieutenant général des armées du roi et pair de France en 1815, portant les insignes de chevalier grand-croix l'Ordre de Saint-André, également chevalier de l'Ordre de Saint-Alexandre Nevski

Unie au tsarévitch Charles-Pierre-Ulrich de Holstein-Gottorp, la future Catherine II de Russie, à maintes reprises tenta d'obtenir auprès de l'impératrice Élisabeth Ire de Russie, l'Ordre de Saint-André, pour son père, le prince Christian Auguste d'Anhalt-Zerbst. Décédé en 1747, avant l'accession au trône de Russie de sa fille, le prince ne fut jamais récipiendaire de cet ordre.
Hormis les membres de la famille impériale, sous le règne de Catherine II de Russie, 100 personnalités reçurent la plus haute distinction de l'Empire russe. Parmi ses bénéficiaires, certains de ses amants devinrent chevalier de l'Ordre de Saint-André : Grigori Grigorievitch Orlov, le comte Ivan Petrovitch Saltykov (1739-1805) reçut l'Ordre de Saint-André avec diamants, le futur roi de Pologne, Stanislas August Poniatowski, Alexandre Semionovitch Vassiltchikov (1746-1803/1813), le prince Grigori Potemkine, le prince Platon Alexandrovitch Zoubov.
D'autres personnalités comme des diplomates ou des généraux furent décorés de cet ordre : le général et diplomate Nicolaï Vassilievitch Repnine, le maréchal-comte Nikolaï Ivanovitch Saltykov, le feld-maréchal Alexandre Vassilievitch Souvorov, les amiraux G. A. Spiridonov, Samuel Karlovitch Greig, Vassili Iakovlevitch Tchitchagov, Alexeï Naoumovitch Seniavine, le français François-Emmanuel Guignard, comte de Saint Priest, fait également chevalier de l'Ordre de Saint-Alexandre Nevski par l'impératrice Catherine II.
Catherine II de Russie fut le dernier monarque en Russie à recevoir l'Ordre de Saint-André lors de son couronnement. Ses successeurs et les tsarévitchs reçurent les insignes de cet ordre le jour de leur naissance.

#### Service de table

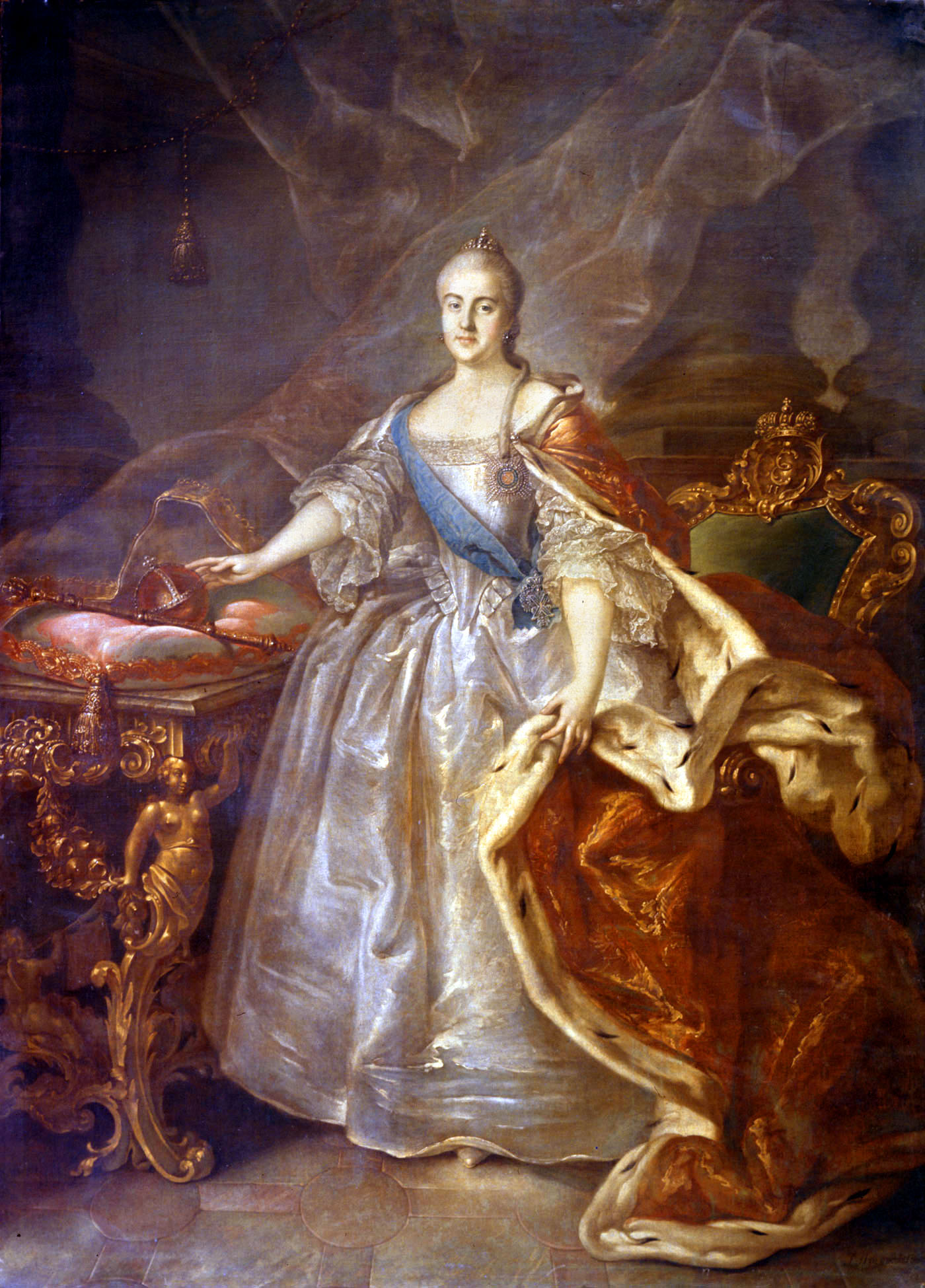
L'impératrice Catherine II de Russie arborant l'écharpe de l'Ordre de Saint-André, une œuvre du peintre russe Ivan Petrovitch Argunov (1727-1802)

En 1777, Catherine II de Russie passa commande d'un service de table de 30 pièces pour un coût de 5 000 à 6 000 roubles à la manufacture Gardner Merchant (créée en 1766) ; aujourd'hui manufacture de porcelaine Dmitrov, située dans la petite ville de Verbilki, près de Moscou). Ce service fut utilisé jusqu'à l'accession au trône de Nicolas Ier de Russie. Ce dernier confia les originaux au musée de l'Ermitage à Saint-Pétersbourg, les pièces de ce service de table furent remplacées par des copies. Le collier de l'Ordre de Saint-André ornait le pourtour des assiettes et plats, au milieu de chacune de ces pièces de couleur blanche figurait une étoile bleue à huit branches et, en son centre, un médaillon jaune, au cœur de ce dernier, la croix de Saint-André. Sur certaines pièces de ce service, le ruban bleu de l'ordre apparaissait.
Le 4 juillet 1761, au cours d'un violent orage, la cathédrale Saint-André construite en bois fut frappée par la foudre et incendiée. Le 18 juillet 1764, l'impératrice Catherine II de Russie ordonna la reconstruction de la cathédrale Saint-André en pierre. Alexandre Frantsevitch Vist (1722-1794) fut désigné pour conduire les travaux de cet édifice religieux.

### Sous le règne de PaulIer
En 1797, Paul Ier de Russie donna un statut officiel à cet ordre honorifique. Le 5 avril 1797, l'empereur approuva les quatre ordres de la Russie impériale : Ordre de Saint-André (1), l'Ordre de Sainte-Catherine (2), l'Ordre de Saint-Alexandre Nevski (3), l'Ordre de Sainte-Anne (4), ce dernier étant à l'origine une distinction du duché de Holstein-Gottorp intégrée aux ordres de l'Empire russe par Paul Ier. Paul Ier de Russie nourrissant un vif ressentiment pour sa mère, la Grande Catherine, il abolit deux ordres créés par l'impératrice : l'Ordre de Saint-Georges (1769) et l'Ordre de Saint-Vladimir (1782).
En 1797, l'Ordre de Saint-André devint comme l'Ordre de Saint-Alexandre Nevski, l'Ordre de Sainte-Anne, un ordre de chevalerie de première classe.

#### Statut

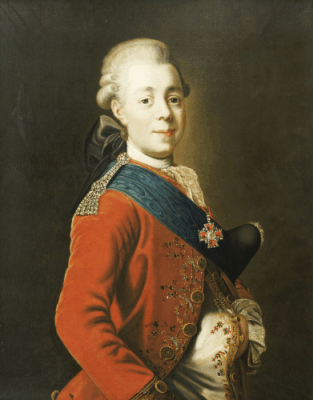
Portrait du tsarevitch Pavel Petrovitch de Russie portant le ruban bleu de l'Ordre de Saint-André, (1777) une œuvre du peintre suédois Alexandre Roslin (1718-1793)

Dans la rédaction du statut de l'ordre, l'empereur insista sur les responsabilités de chacun des récipiendaires. Il avait pour mission : la défense de la foi, aimer ses semblables, se comporter charitablement envers les personnes dans le besoin. Les personnalités décorées de l'ordre s'engageaient à se rendre dans les écoles, visiter les malades et les handicapés, ces visites ne concernaient pas les hôpitaux militaires. De retour à la cour, chaque chevalier rédigeait un compte rendu à l'intention de Paul Ier. Il décrivait les manques, les changements à effectuer, afin d'apporter l'assistance nécessaire à l'amélioration des différents établissements visités. Seule, une personnalité noble, d'une réputation inattaquable pouvaient prétendre à cette récompense honorifique. Par ce règlement très strict, les souverains et les hautes personnalités de l'Empire russe bénéficiaient de la remise de cette haute distinction.
En 1797, Paul Ier de Russie introduisit le titre spécial de chevalier-commandeur de l'Ordre de Saint-André. Le titre de chevalier-commandeur fut destiné aux douze plus anciens bénéficiaires de cet ordre, 1000 moujiks furent offerts aux trois premières personnalités détentrices de l'ordre, concernant les quatre récipiendaires suivant, ils reçurent 800 moujiks, les cinq, les plus récemment décorés obtinrent 700 moujiks. Les serfs restaient à vie la propriété des chevaliers-commandeurs, au décès de ce dernier, l'empereur en faisait donation aux plus anciens des bénéficiaires dans la liste de l'ordre.
Paul Ier de Russie attribua l'Ordre de Saint-André au roi de Georgie, Georges XII.

#### Clergé orthodoxe russe

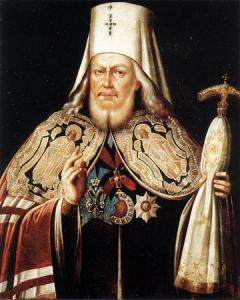
Le métropolite Platon II (né Piotr Levchine) - (1737-1812) portant le ruban bleu de l'Ordre de Saint-André.

Selon son statut initial, seules les personnalités de la noblesse à la réputation inattaquable pouvaient prétendre à l'attribution de l'Ordre de Saint-André. En 1796, Paul Ier de Russie décréta la remise l'Ordre de Saint-André aux membres du clergé de l'Église orthodoxe russe, mais également les autres insignes honorifiques. Le premier ecclésiastique bénéficiaire de l'Ordre de chevalier de l'Ordre de Saint-André fut, en novembre 1796, Platon II de Moscou (né Piotr Levchine) (1737-1812), métropolite de Novgorod et de Saint-Pétersbourg. Archevêque de Moscou en 1775, il eut pour mission d'enseigner la foi orthodoxe russe au tsarévitch Pavel Petrovitch de Russie

#### L'ordre de Saint-André serti de diamants

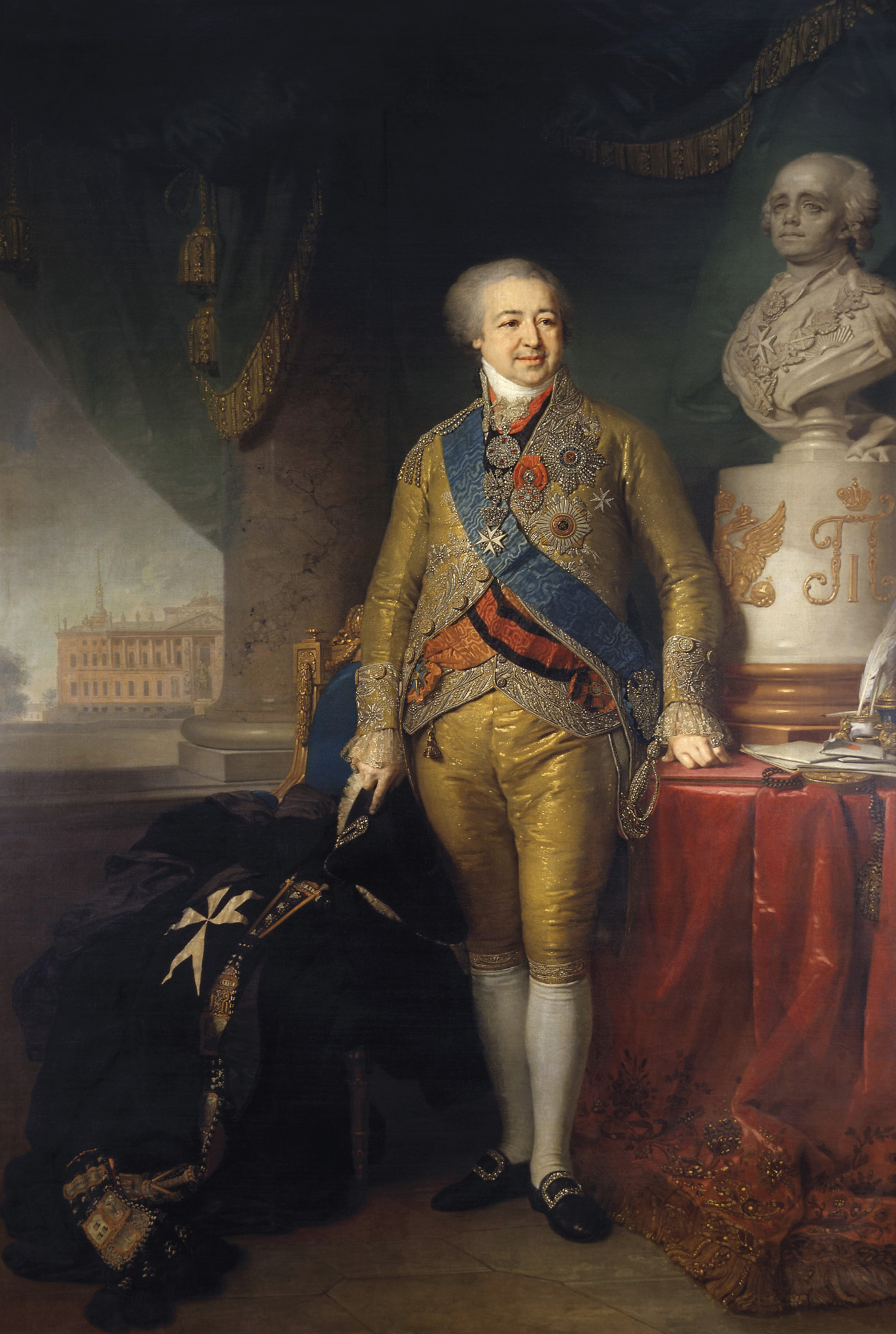
Alexandre Borissovitch Kourakine portant l'insigne de l'Ordre de Saint-André avec diamants, (tableau de W.L. Borowikowskij, 1800, Moscou, Galerie Tretiakov

Sous son règne, Paul Ier de Russie interdit aux récipiendaires de l'Ordre de Saint-André le sertissage de leur insigne avec des diamants et autres pierres précieuses (mesure appliquée sous le règne de Pierre Ier de Russie). De ce fait, Paul Ier créa différents colliers, plaques ornés de diamants, ces insignes enrichis de diamants furent destinés aux personnalités les plus méritantes de l'Empire russe. Il en fut de même pour les autres ordres russes.

#### Ordre dynastique
Concernant les grands-ducs et les princes de sang, Paul Ier de Russie prit les mesures suivantes : le jour de leur baptême, les jeunes garçons de la famille Romanov recevaient l'Ordre de Saint-André, les jeunes princes du sang étaient honorées par cette distinction le jour de leur majorité. Cette mesure, prise initialement sous le règne d'Ivan VI de Russie fut ainsi officialisée.

#### L'ordre dans l'héraldique
Sous le règne de Paul Ier de Russie, les princes de sang et les personnalités issues de la noblesse russe, chevalier de l'ordre reçurent, la permission de représenter sur leurs armoiries le collier de l'ordre de Saint-André. Les armoiries de l'empire portaient déjà depuis le règne de Pierre le grand, le-dit collier.

#### Règlement, tenue vestimentaire

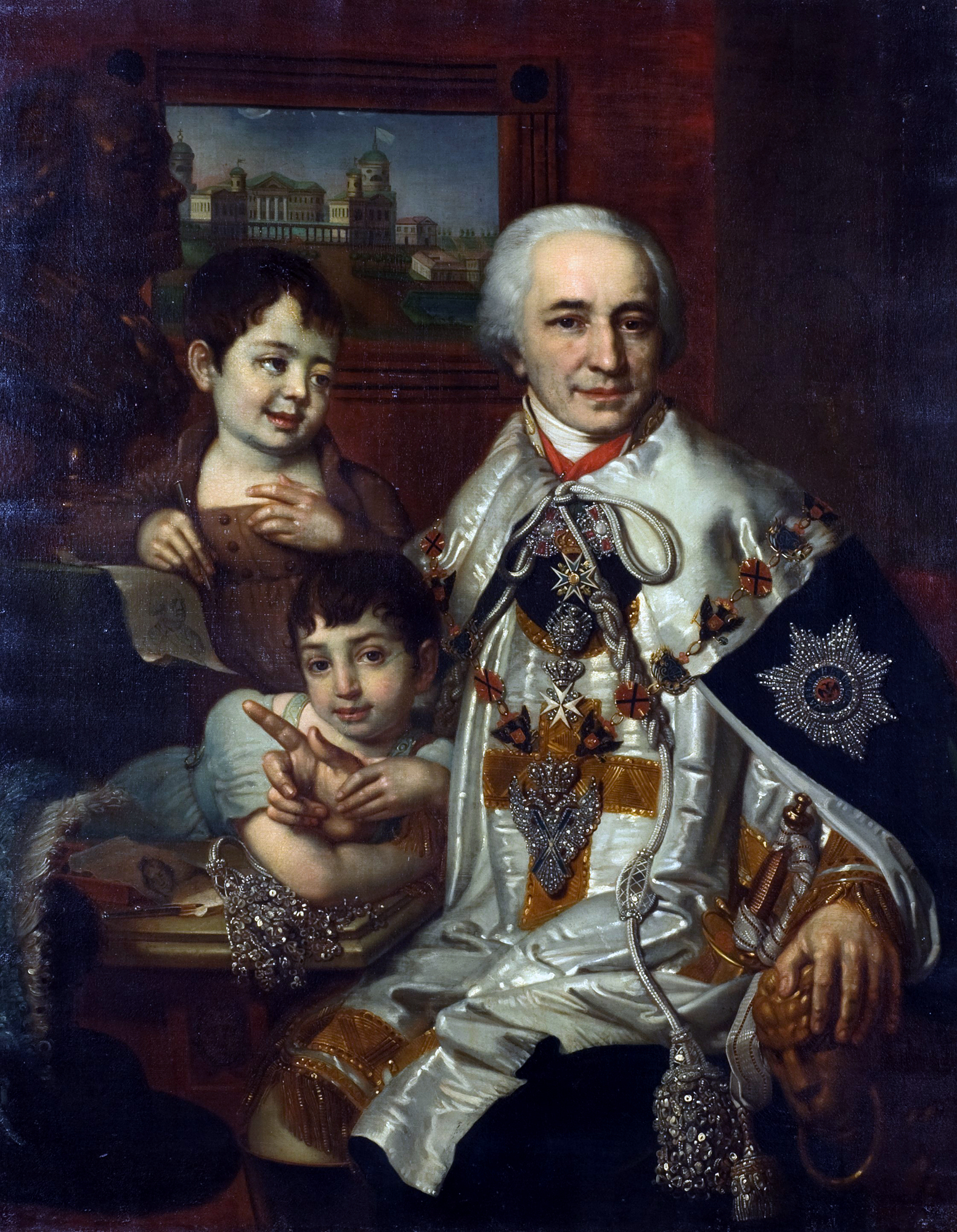
Portrait du comte et amiral Grigori Grigorievitch Kioucheliov (1754-1883) en tenue de cérémonie et l'insigne de l'Ordre de Saint-André serti de diamants

En 1797, Paul Ier de Russie donna une description très détaillée de la tenue vestimentaire de l'Ordre de Saint-André. Cette tenue était obligatoirement portée par les détenteurs de cette distinction lors de leur parution à la Cour impériale, le jour de la fête de Saint-André (le 30 novembre selon le calendrier julien), et les jours de cérémonie de l'ordre. Le récipiendaire était revêtu d'un manteau de velours vert, à l'intérieur, une doublure de taffetas blanc, le titulaire fermait son manteau à l'aide de pompons de couleur argentée. À gauche, sur sa poitrine, le récipiendaire arborait la plaque. Sur son manteau, la personnalité détentrice de l'ordre portait une casaque bleu clair bordée de dentelle de brocart d'or et de franges. Le chapeau, était particulièrement élégant, fait de velours noir, il était orné d'une plume rouge, un liseré bleu rappelant la couleur du ruban de l'Ordre de Saint-André le traversait.

#### La cathédrale de l'Ordre

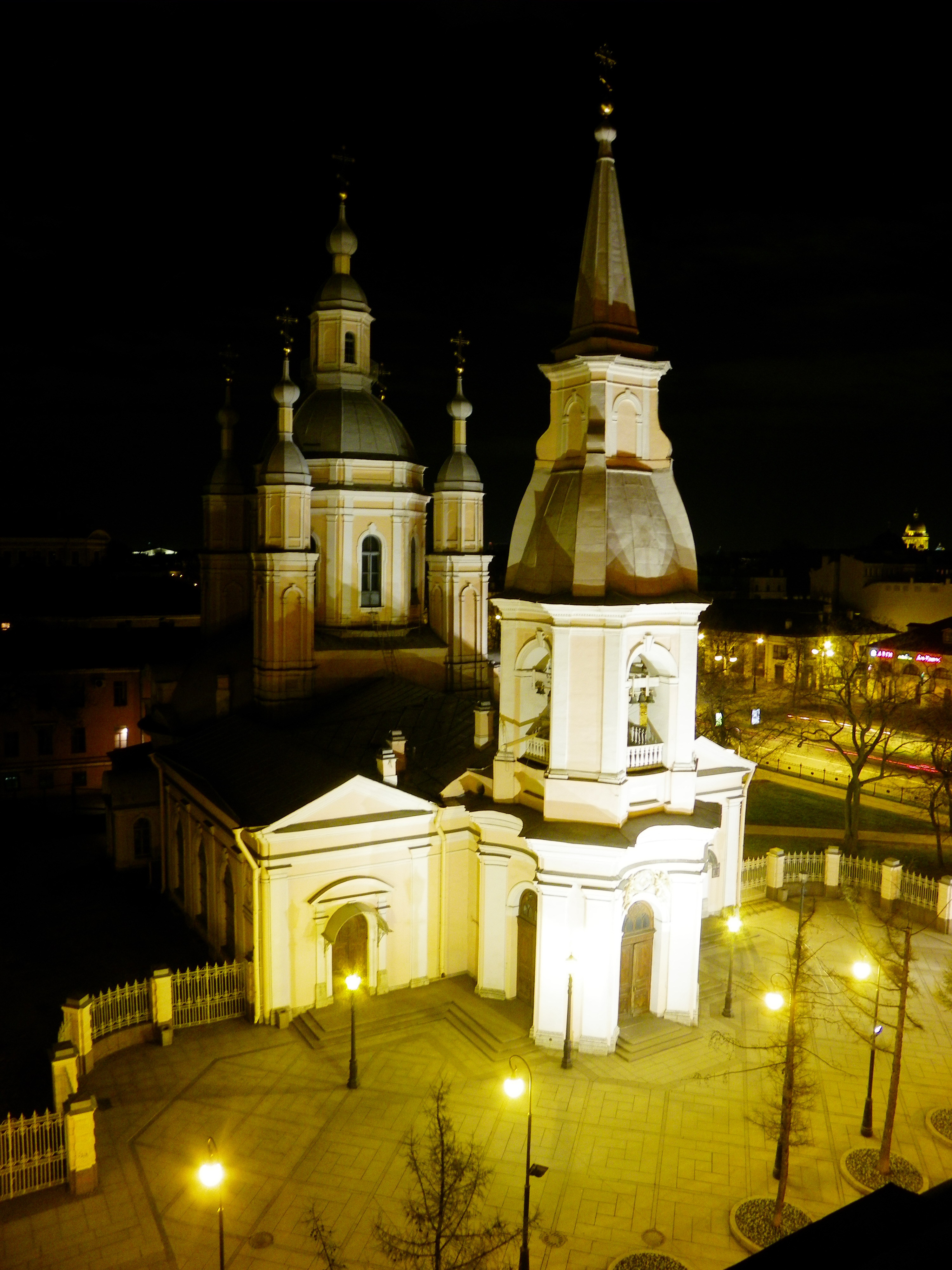
La cathédrale Saint-André sur l'île Vassilevski à Saint-Pétersbourg, une œuvre de l'architecte russe Alexandre Frantsevitch Vist (1722-1794)

Le jour de la Saint-André (le 30 novembre - selon le calendrier julien), les récipiendaires de l'ordre en tenue de cérémonie assistaient à un service religieux en la cathédrale Saint-André, située sur l'île Vasilevski sur le delta de la Neva à Saint-Pétersbourg. Le service divin achevé, ils se rendaient à un grand dîner, en ce jour de fête, le service de table en porcelaine orné des insignes de l'ordre était utilisé par les convives.

### Sous le règne d'AlexandreIer
Alexandre Ier de Russie décréta un nouveau règlement concernant l'Ordre de Saint-André. À leur entrée, les nouveaux récipiendaires eurent l'obligation de verser 800 roubles, cette somme fut destinée à compléter les fonds de l'ordre.
Sous le règne d'Alexandre Ier, la Russie impériale connut les années les plus prestigieuses de son Histoire militaire. La guerre patriotique de 1812 fut une période faste pour l'attribution de l'Ordre de Saint-André, tout spécialement pour les militaires qui se distinguèrent sur les champs de bataille au cours des guerres napoléoniennes. Pendant son règne, quelques plaques de l'Ordre de Saint-André subiront des modifications : d'une part, le médaillon situé au centre de l'insigne, d'autre part, les plaques en tissu cousues seront de rigueur jusqu'en 1856, mais les titulaires, en métal et pourront être ôtées de l'habit.

#### Rapprochement avec l'empereur NapoléonIer1807-1811

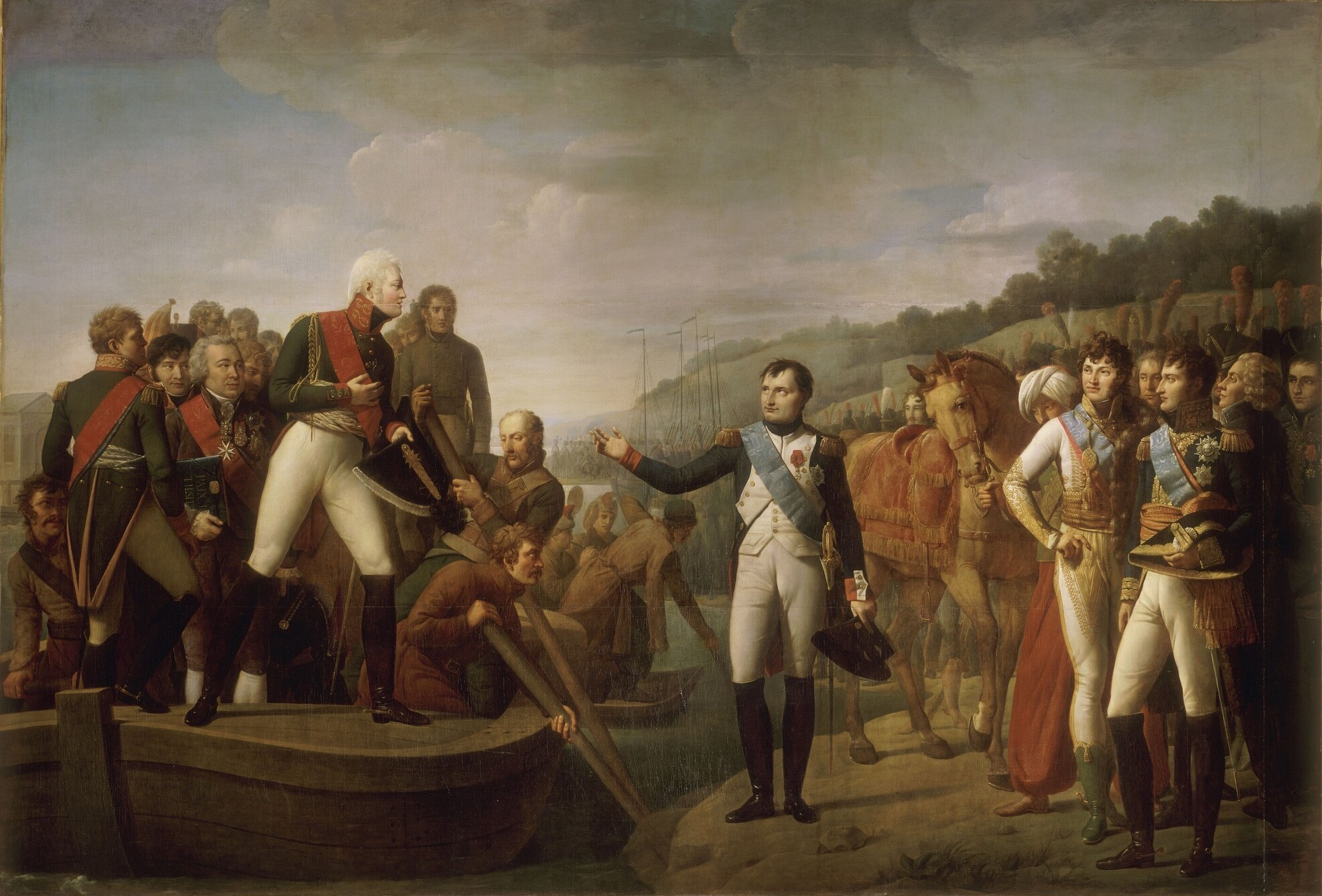
Adieux de Napoléon et d'Alexandre après la paix de Tilsitt (9 juillet 1807) Gioacchino Serangeli, 1810, Musée de l'Histoire de France (Versailles).

La signature du traité de Tilsit le 9 juillet 1807, sur la rive gauche du Niémen, entre Alexandre Ier de Russie et Napoléon Ier, est l'occasion d'échange de nombreuses décorations. Légion d'honneur pour les Russes, ordre de Saint-André pour les Français.

#### Récipiendaires français sous le Premier Empire
Sur cette œuvre, que les deux souverains et leurs proches portent visiblement l'ordre du nouvel allié. Napoléon Ier porte l’écharpe bleue de l’ordre de Saint-André de Russie, tandis qu’Alexandre Ier arbore l'écharpe rouge de la Légion d’honneur. On distingue également les personnalités françaises décorées de l'ordre de Saint-André :
- Jérôme Bonaparte, roi de Westphalie ;
- Joachim Murat, roi de Naples, Grand amiral ;
- Charles-Maurice de Talleyrand-Périgord, prince de Bénévent, vice-Grand Électeur ;
- Louis-Alexandre Berthier, prince de Neuchâtel et de Wagram, vice-Connétable ;
- Jean-Baptiste Nompère de Champagny, duc de Cadore, ministre français des Relations extérieures ;
- Armand Augustin Louis de Caulaincourt, duc de Vicence, général de division, Grand Écuyer ;
- Jean Lannes,

mais également les militaires russe portant l'écharpe de la Légion d'honneur.

#### Héros russes et alliés - 1812-1815
De 1812 à 1814, huit personnalités furent décorées de l'Ordre de Saint-André. Le général-comte Levin August von Bennigsen reçut l'Ordre de Saint-André serti de diamants.
En 1813, le prince héritier de Grande-Bretagne George Augustus Frederick de Hanovre fut décoré de l'Ordre de Saint-André. En 1815, Alexandre Ier attribua l'Ordre de Saint-André à Arthur Wellesley, duc de Wellington et en 1823 à l'écrivain François-René de Chateaubriand.

### Sous le règne de NicolasIer
Le collier de l'Ordre de Saint-André était attribué aux chevaliers russes de l'ordre. Par l'ukase du 23 mai 1842, Nicolas Ier de Russie ordonna la remise du collier aux personnalités étrangères.
De même, les décrets signés les 22 juillet 1845 et 27 octobre 1846 permirent l'attribution de l'Ordre de Saint-André aux personnes n'appartenant pas à la religion chrétienne. Sur l'insigne remis aux non-chrétiens la croix de Saint-André fut remplacée par l'aigle bicéphale.

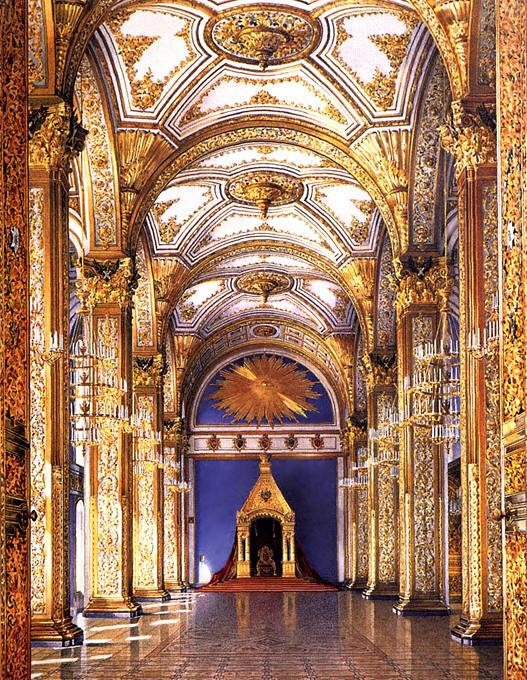
Salle de l'Ordre de Saint-André au Grand Palais du Kremlin à Moscou

En 1837, Nicolas Ier prit la décision de faire construire un nouveau palais impérial dans l'enceinte du Kremlin. L'architecte Konstantin Andreïevitch Ton fut chargé du projet qui prévoyait 700 salles et pièces de réception avec, au rez-de-chaussée, les pièces réservées à l'empereur et aux membres de la famille impériale. Un grand escalier permettait d'accéder à cinq vastes salles situées à l'étage. Chacune de ces cinq pièces furent consacrées aux cinq ordres de l'Empire russe : une pièce réservée à l'Ordre de Saint-André (salle Saint-André), une pièce réservée à l'Ordre de Sainte-Catherine (salle Sainte-Catherine), une salle réservée à l'Ordre de Saint-Vladimir (salle Saint-Vladimir), une pièce réservée à l'Ordre de Saint-Alexandre Nevski (salle Saint Alexandre Nevski), une autre salle réservée à l'Ordre de Saint-Georges (salle Saint-Georges). La salle Saint-André, moins vaste que les autres salles bénéficie néanmoins d'une vue sur la rivière Moskova.

### Sous le règne d'Alexandre II

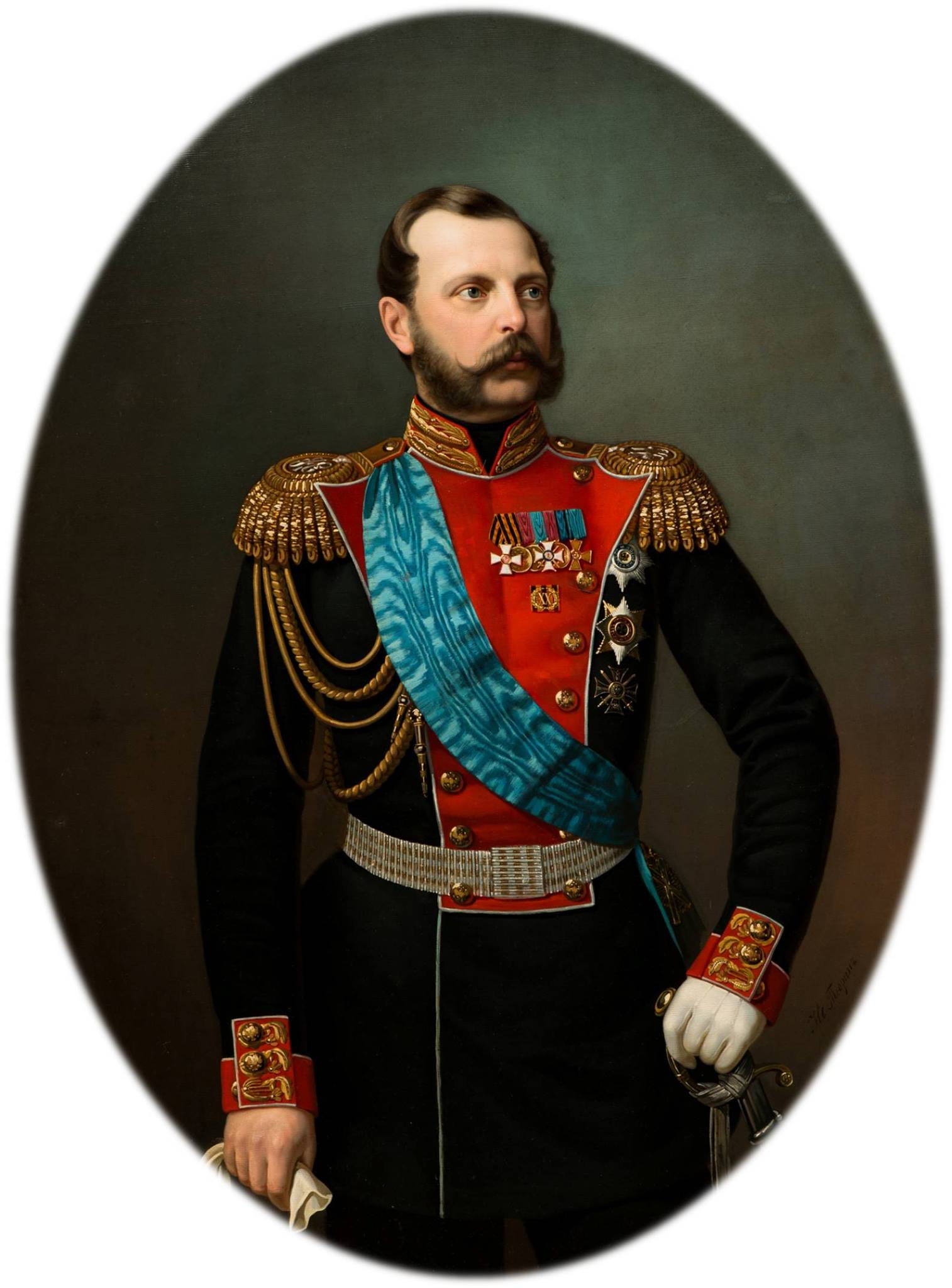
L'empereur Alexandre II de Russie portant le ruban de l'Ordre de Saint-André en 1818

À la suite de la signature des ukases des 17 juin 1855 et 25 mars 1856, des changements furent apportés à la représentation de la forme de l'Ordre de Saint-André. En 1856, le nouvel insigne fut doté du ruban bleu unissant les deux têtes de l'aigle bicéphale à la couronne impériale ornée de diamants.
Alexandre II de Russie modifia l'Ordre de Saint-André attribué aux militaires. Le 5 août 1855, l'empereur ordonna l'ajout de deux épées à l'Ordre de Saint-André. L'attribution de cet insigne avec épées était destiné aux militaires auteurs de faits héroïques sur un champ de bataille. Un ruban bleu entrelaçait les deux épées croisées, ces dernières étaient disposées entre la couronne impériale et l'aigle bicéphale.
Le 5 août 1860, Alexandre II de Russie instaura la remise de banderoles bleues destinées aux régiments anciens célébrant leur jubilé. Les drapeaux, étendards, trompettes appartenant aux régiments de ligne, étaient ornés le jour de la célébration de leur jubilé d'une banderole de couleur bleue (couleur du ruban de l'Ordre de Saint-André). La banderole était nouée sur la partie supérieure de la hampe du drapeau et enjolivée de broderies d'or ou d'argent. En toutes lettres étaient inscrits soit le nom du régiment, soit les faits héroïques accomplis au cours d'un conflit armé par cette unité de ligne.

### Sous le règne de Nicolas II

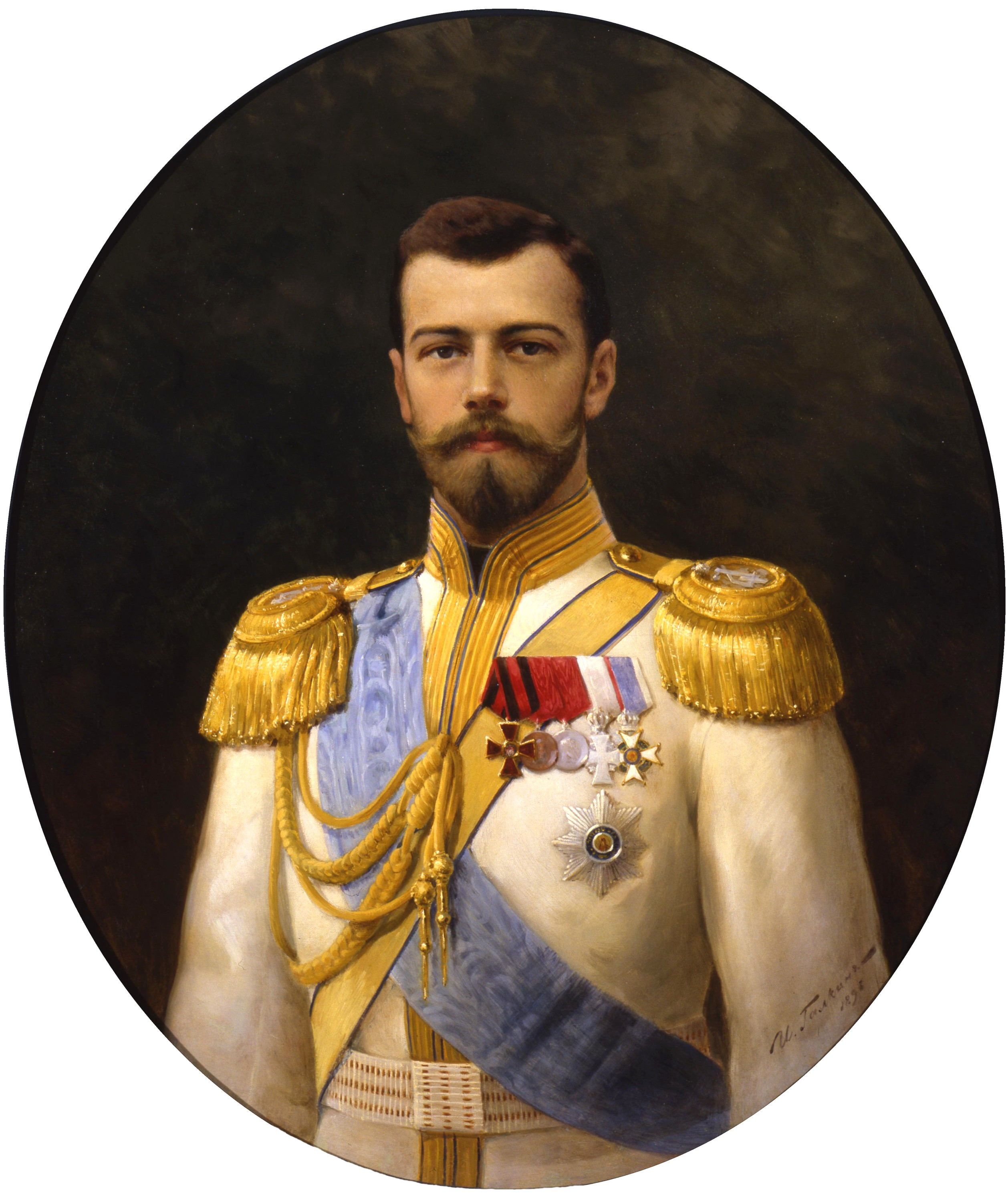
L'empereur Nicolas II de Russie portant le ruban bleu de l'Ordre de Saint-André

Le 14 mai 1896, en la cathédrale de l'Assomption à Moscou, Nicolas II de Russie se couronna Empereur de Toutes les Russies. En ce jour de grande cérémonie, il portait autour de son cou le collier de l'Ordre de Saint-André, celui-ci se détacha et tomba sur le sol de la cathédrale. Les croyants présents à la cérémonie du couronnement y virent un signe de mauvais augure pour l'avenir.

### Évolution du début duXVIIIesiècleau début duXXesiècle
Entre le début XVIIIe siècle et le début du XXe siècle, 600 personnalités reçurent l'Ordre de Saint-André, en outre, l'Ordre évolua au cours de ces années. Pendant les guerres opposant la Russie impériale à la France napoléonienne, la plaque de l'Ordre de Saint-André se composait d'une tissu représentant l'étoile à huit branches dessinée sommairement. Elle était cousue sur l'habit pour un civil ou sur la veste d'uniforme pour les militaires. En 1856, apparaitront les premières plaques en métal.
En 1831, après l'Insurrection de novembre 1830, l'Ordre de Saint-Stanislas, l'Ordre de l'Aigle blanc, sous le règne de Nicolas Ier de Russie devinrent officiellement des ordres royaux et impériaux russes. Dès cette date, ces deux ordres royaux et impériaux de première classe furent attribués aux titulaires de l'Ordre de Saint-André. De plus, il recevaient également l'Ordre de Saint-Alexandre Nevski et l'Ordre de Sainte-Anne.

### Sous le gouvernement provisoire
Pendant plus de 200 ans, entre 1698 et 1917, l'ordre de Saint-André est tenu en haute estime par les militaires, les civils russes, mais également par les hautes personnalités étrangères. Hormis aux membres de la famille impériale de Russie, il est attribué de 900 à 1 100 fois.
Après l’abdication de Nicolas II et la chute de la monarchie, le 3 mars 1917, le gouvernement provisoire dirigé par le prince Gueorgui Ievguenievitch Lvov conserve les différents ordres de l’ex-empire de Russie en y apportant quelques modifications. L'insigne de l'ordre de Saint-André perd l’aigle bicéphale et les couronnes impériales qui sont remplacés par un simple aigle surmonté d’un ruban bleu. Ce nouvel insigne est dessiné par Ivan Bilibine, mais ne sera jamais décerné.

### Abolition par les Bolcheviks
Le 10 novembre 1917, Lénine et Iakov Sverdlov signèrent l'un des tout premiers décrets de la Révolution russe « sur la destruction des classes sociales et les rangs civils ». Au bas de ce document figurent les signatures de Vladimir Oulianov (Lénine) et Sverdlov.

### L'Ordre dynastique en exil
L'Ordre de Saint-André continua à être attribué par les chefs de la famille impériale de Russie. Le dernier récipiendaire à titre de prince impérial par sa naissance fut le grand-duc Roman Petrovitch de Russie. Cet ordre honorifique continua à être décerné comme une récompense dynastique, mais il ne fut que rarement attribué. Contrairement à la loi, disposant que seuls les membres masculins de la famille Romanov nés en Russie impériale disposaient du droit de se déclarer membre de l'Ordre en exil, Le grand-duc Vladimir Kirillovitch de Russie, né le 30 août 1917 à Porvoo (Finlande) fut décoré de l'Ordre de Saint-André. En outre, ce dernier attribua à sa fille (née à Madrid), la princesse Maria Vladimirovna de Russie, l'insigne de l'Ordre de Saint-André.

## Insignes
Les insignes de l'ordre se composent :

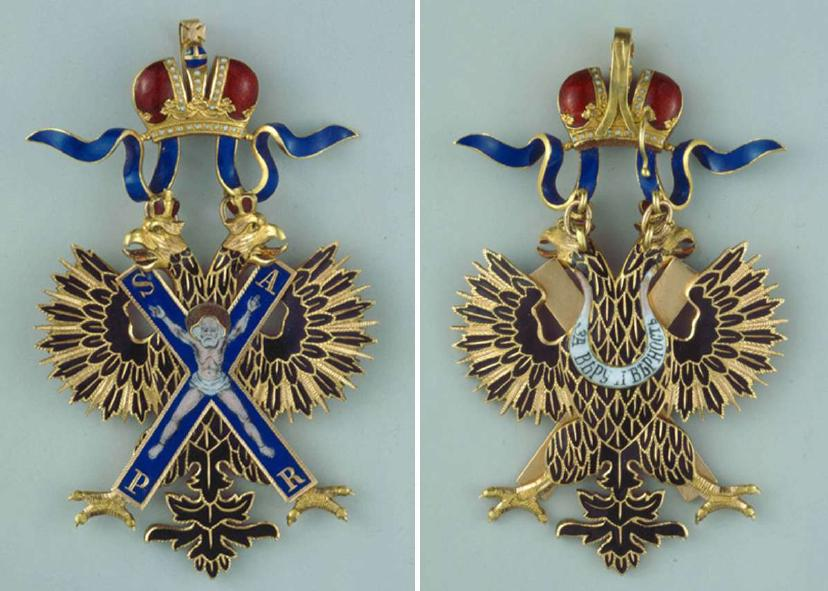
Plaque de l'ordre de Saint-André, avers (à gauche) et revers, croix décernée après 1856

- Une croix, croix de Saint-André, émaillée en bleu, posée sur une aigle bicéphale noire (armes de l'empire de Russie), surmontée d'une couronne impériale formant bélière, avec :
  - sur l'avers : l'image du martyre de saint André en émail polychrome,
  - sur le revers : la devise de l'ordre en caractère cyrillique : Pour la foi et la fidélité (« За вѣру и вѣрность »).
- Une plaque, étoile d'argent et émail polychrome à huit rayons cannelés ; chargée d'un médaillon d'or portant une décoration miniature de l'ordre (mais sans la représentation du saint brochant sur le tout). Le médaillon est entouré d'un cercle d'émail bleu bordé par un filet d'argent qui porte en cyrillique la devise Pour la foi et la fidélité avec en dessous une branche de laurier et une de chêne d'émail vert entrecroisées.
- Un cordon , de couleur bleu pâle, il n'est pas impossible que la couleur du ruban soit inspirée de celle l'ordre français du Saint-Esprit.
- Un collier, qui existe dès Pierre le Grand et en bas duquel la croix de l'ordre est attaché.

## Les personnalités étrangères décorées

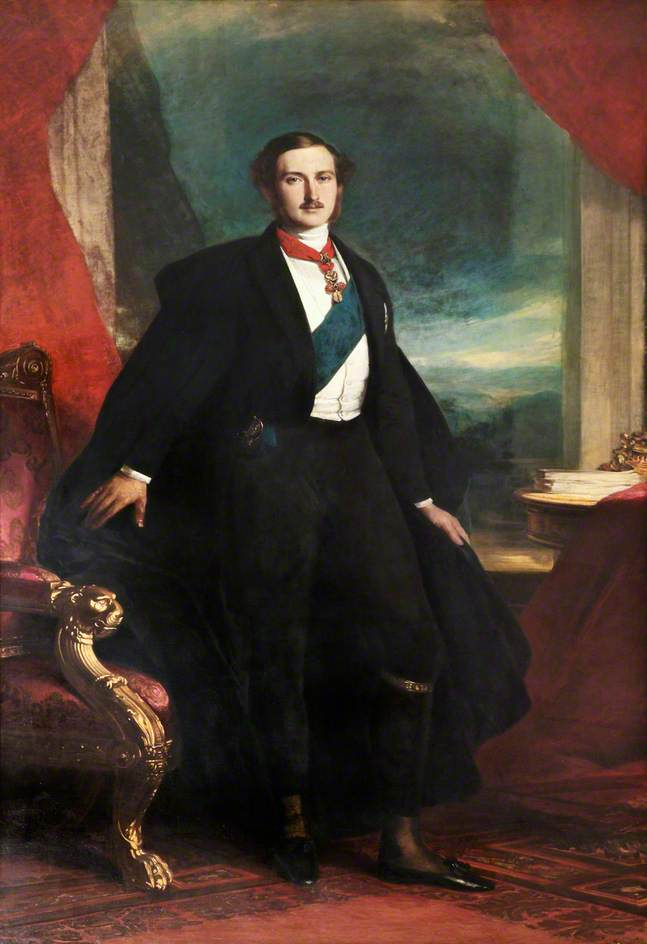
Le prince Albert de Saxe-Cobourg-Gotha portant le ruban de l'Ordre de Saint-André, une œuvre du peintre Franz Xaver Winterhalter (1846)

- 1807 : Jérôme Bonaparte, Roi de Westphalie, prince français.
- 1808 : Jean Lannes,duc de Montebello.
- 1813 : George Augustus Frederick.
- 1815 : Arthur Wellesley, duc de Wellington.
- 1860 : Albert de Saxe-Cobourg-Gotha.
- 1843 : Le prince de Galles, Édouard alors âgé de deux ans.
- George V du Royaume-Uni.
- 1910 : Nikola Ier Petrović-Njegoš.
- 1916 : Le prince héritier du Japon Hirohito[34].

## Les personnalités françaises décorées
En dehors des deux empereurs, Napoléon Ier en 1807 et Napoléon III en 1856, ainsi que des dignitaires de l'Empire déjà évoqués, plusieurs présidents, maréchaux de France, ministres et officiers généraux français furent décorés.
L'architecte français Joseph-Gaspard Lambert de Guerin, ingénieur militaire français et ingénieur général russe fut le premier récipiendaire français (1703) et le 12° dans l'Ordre .

### Présidents de la République
- 1891 : Sadi Carnot
- 1895 : Félix Faure
- 1901 : Émile Loubet.
- 1908 : Armand Fallières.
- 1913 : Raymond Poincaré[48].

### Ministres
- 1779 : François-Emmanuel Guignard de Saint-Priest, ministre de la Maison du Roi (1789–1790), puis de l'Intérieur, (1790–1791) du roi Louis XVI (cf. supra au § : « Sous le règne de Catherine II »).
- 1823 : François-René de Chateaubriand, ministre des Affaires étrangères (1822-1824)[35].

### Militaires
- Le maréchal Michel Regnaud de Saint-Jean d'Angély.
- Le maréchal François Certain de Canrobert.
- 1868 : Le maréchal Jean Baptiste Philibert Vaillant.

## Sources
- Marie-Nicolas Bouillet  et Alexis Chassang (dir.), « Ordre de Saint-André » dans Dictionnaire universel d’histoire et de géographie, 1878 (lire sur Wikisource)
- Almanach impérial pour l'année 1810, Testu (lire en ligne) ;
- Corps des agences de l'État, livre VIII, section II, chapitre 2-I. Ed. 1892 г. 1892